# Katarzyna Mroczkowska
Katarzyna Mroczkowska (ur. 30 grudnia 1980 w Jaworze) – polska siatkarka grająca na pozycji atakującej, reprezentantka Polski.
Grała także jako środkowa, przyjmująca, a nawet libero. Karierę sportową rozpoczynała w Olimpii Jawor. Jest absolwentką SMS Sosnowiec. Po ukończeniu szkoły związała się z Gwardią Wrocław, której barw broniła w latach 1999–2015 (z roczną przerwą w drużynie z Bydgoszczy). W 1999 roku zadebiutowała w reprezentacji Polski. W 2013 trener reprezentacji Polski, Piotr Makowski powołał ją na eliminacje do mistrzostw świata 2014. W latach 1999–2014 wystąpiła 74 razy w reprezentacji Polski.
W sezonie 2008/2009 reprezentując barwy Impel Gwardii Wrocław była najlepiej punktującą zawodniczką sezonu, zdobywając w 27 meczach 510 punktów. Wyczyn ten miała okazję powtórzyć w sezonie 2009/10, jednak kontuzja nogi wyeliminowała ją z gry na kilka miesięcy.
Zakończyła karierę po sezonie 2014–2015.
Katarzyna Mroczkowska od kilku lat jest wegetarianką, swój najlepszy sezon w lidze (2008/2009) zagrała właśnie na takiej diecie.

## Kluby
| Klub                 | Lata gry    |
| -------------------- | ----------- |
| Olimpia Jawor        | do 1996     |
| SMS PZPS Sosnowiec   | 1996 − 1999 |
| Gwardia Wrocław      | 1999 − 2001 |
| Centrostal Bydgoszcz | 2001 − 2002 |
| Impel Wrocław        | 2002 − 2015 |

## Sukcesy
- brązowy medal mistrzostw Europy kadetek 1997
- szóste miejsce w mistrzostwach Europy seniorek 2001
- brązowy medal w Pucharze Top Teams 2002
- brązowy medal mistrzostw Polski 2002
- trzynaste miejsce w mistrzostwach świata seniorek 2002
- drugie miejsce w Pucharze Polski 2004
- 2014 −  wicemistrzyni Polski